# 沙勒莱索
沙勒莱索（法語：Challes-les-Eaux，法語發音：[ʃal le.z‿o]）是法国萨瓦省的一个市镇，位于该省西部，属于尚贝里区。沙勒莱索因境内的温泉而闻名。

## 地理
沙勒莱索（45°32'51"N, 5°59'2"E）面积5.65 平方千米，位于法国奥弗涅-罗讷-阿尔卑斯大区萨瓦省，该省份为法国东部省份，历史上为薩伏依的一部分，北起上萨瓦省，西接伊泽尔省和安省，南部和东部与上阿尔卑斯省和意大利接壤。
与沙勒莱索接壤的市镇（或旧市镇、城区）包括：巴尔比、屈列讷、米扬、拉拉瓦尔、圣茹瓦尔普里约雷。

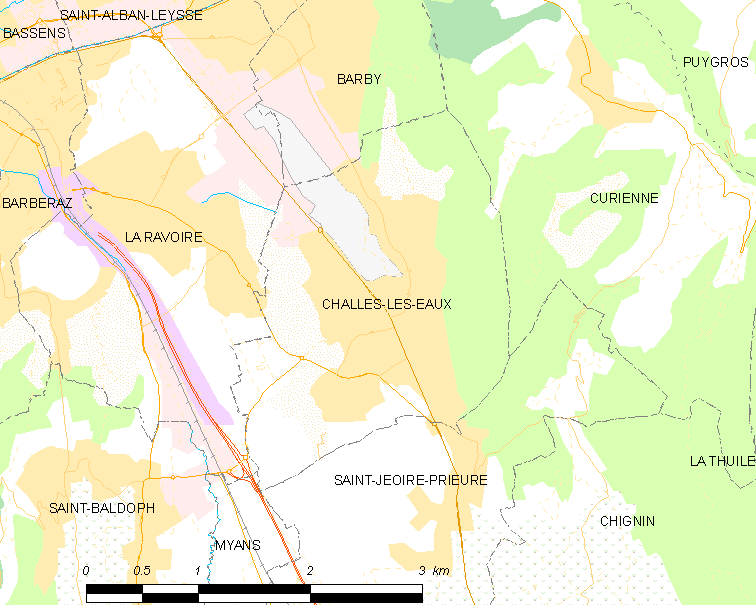
沙勒莱索的OSM定位图

沙勒莱索的时区为UTC+01:00、UTC+02:00（夏令时）。

## 行政
沙勒莱索的邮政编码为73190，INSEE市镇编码为73064。

## 政治
沙勒莱索所属的省级选区为拉拉瓦尔县。

## 人口

1962-2008年间沙勒莱索人口变化图示

沙勒莱索于2022年1月1日时的人口数量为5626人。